# Ахмарова, Наталья Галимзяновна
Ната́лья Галимзя́новна Ахма́рова — российская артистка балета, солистка Пермского театра оперы и балета имени П. И. Чайковского.

## Биография
Родилась в городе Рославль Смоленской области. В 1974 году поступила в Пермское хореографическое училище, которое окончила с отличием в 1982 году (выпуск педагога Людмилы Сахаровой). Ещё будучи ученицей, в 1981 году стала лауреатом Международного конкурса артистов балета в Москве.
В 1982 году поступила в балетную труппу Пермского театра оперы и балета. Среди исполненных ею партий в театре:
- Маша в «Щелкунчике»;
- Китри в «Дон Кихоте»;
- Аврора в «Спящей красавице»;
- Жизель в одноимённом балете;
- Анюта в «одноимённом балете»;
- Джульетта в «Ромео и Джульетте»;
- Айша в балете «Семь красавиц».

В 1987 году заняла I место на Международном конкурсе артистов балета в Перу. Участвовала в гастролях пермской балетной труппы в Южной Корее, Франции, Индии, Японии, США. Также принимала участие в гастрольных поездках труппы «Звёзды российского балета».
В 1992—1997 годах танцевала в Бостонском балете (США).
В 2003—2009 годах была художественных руководителем балетной труппы Пермского театра оперы и балета имени П. И. Чайковского.